# Džulis
Džulis (hebrejsky ג'ולס, arabsky جولس, v oficiálním přepisu do angličtiny Julis) je místní rada (malé město) v Severním distriktu v Izraeli, které obývají izraelští Drúzové.

## Geografie
Leží v západní Galileji v nadmořské výšce 122 metrů. Severně od města prochází vádí Nachal Jasaf, na jižní straně je to vádí Nachal Chamra, které zde ústí do Nachal Jichar.

## Dějiny
Vesnice byla založena počátkem 16. století. Navazuje ale na starší židovské sídlo zmiňované v Talmudu. Francouzský cestovatel Victor Guérin popisuje Džulis koncem 19. století jako vesnici obývanou 40 rodinami. Na místní radu (malé město) byla vesnice povýšena roku 1967. Současným předsedou místní rady je starosta Nadeem Amar.
Fungují tu čtyři mateřské školy, dvě základní školy a střední škola. U obce funguje průmyslová zóna. Nacházejí se tu některé památky drúzského náboženství.

## Demografie
Podle údajů z roku 2009 tvořili naprostou většinu obyvatel izraelští Drúzové - cca 18 200 osob, coby samostatná, arabsky mluvící nábožensko-etnická komunita. Podle údajů z roku 2005 tvořili Drúzové 100,0 % obyvatel.
Jde o menší obec městského typu s dlouhodobě rostoucí populací. K 31. prosinci 2017 zde žilo 6300 lidí.
Socioekonomický status obyvatelstva je mírně pod průměrem, ačkoliv v roce 2000, vysoké procento (72,1 % ve srovnání s 60,3 % v Tel Avivu) všech studentů získalo maturitní vysvědčení. Hrubý měsíční příjem na jednoho obyvatele je 3 499 šekelů (NIS) - ve srovnání s celostátním průměrem 6 835 šekelů.
| Rok            | 1961  | 1972  | 1983  | 1995  |
| -------------- | ----- | ----- | ----- | ----- |
| Počet obyvatel | 1 444 | 2 178 | 3 041 | 4 308 |

| Rok            | 2001  | 2003  | 2004  | 2005  | 2006  | 2007  | 2008  | 2009  | 2010  | 2011  | 2012  | 2013  | 2014  | 2015  | 2016  | 2017  |
| -------------- | ----- | ----- | ----- | ----- | ----- | ----- | ----- | ----- | ----- | ----- | ----- | ----- | ----- | ----- | ----- | ----- |
| Počet obyvatel | 4 920 | 5 091 | 5 182 | 5 265 | 5 357 | 5 443 | 5 522 | 5 656 | 5 800 | 5 900 | 6 000 | 6 000 | 6 000 | 6 100 | 6 200 | 6 300 |

* údaje od roku 2010 zaokrouhleny na stovky